# Аллан, Генри
Генри Аллан (англ. Henry Allan; 18 июня 1865, Дандолк, Лаут, Ирландия — 2 сентября 1912, Дублин) — ирландский художник-пейзажист и жанрист конца XIX — первого десятилетия XX века.

## Биография
Генри Аллан родился 18 июня 1865 года в г. Дандолк, графство Лаут, в восточной части острова, к северу от Дублина.
Вначале он изучал искусство в Белфасте и Дублине, продолжил художественное образование в Антверпене, в Бельгийской Королевской Академии изящных искусств (англ.).
Аллан проходит курс вместе с коллегами-художниками из Ирландии, Родериком О’Конором (1860—1940) и Ричардом Мойненом (1856—1906). В Антверпене Аллан практиковался с 1884 по 1888. Но, в отличие от многих ирландских художников тех лет, Аллан не поехал затем во Францию для дальнейшего обучения, но возвратился, чтобы продолжить карьеру на родине.
Он выиграл несколько призов в Королевской Академии изящных искусств (англ.) Антверпена, а также премии Тейлор в Королевском обществе Дублина. Аллан впервые показал работы в Королевской Ибернийской Академии (англ.) в 1889 году: ирландские пейзажи, а также голландские и бельгийские интерьеры. В 1891 он становится членом Королевской Ибернийской Академии.
Он умер 2 сентября 1912 после продолжительной болезни в Дублине.

## Изображения в сети
- Тряпичники, 1900 Холст, масло 66 × 101.5 см. [5]
- Лаган Брук графство Лаут, 1880. Холст, масло 50.8 × 76.2 см.
- Улицы Дублина. Сцена с фигурами Холст, масло 47 × 37 см.